# پریسکا جپتو
پریسکا جپتو (انگلیسی: Priscah Jeptoo؛ زادهٔ ۲۶ ژوئن ۱۹۸۴) دونده ماراتن اهل کنیا بود.
از افتخارات وی میتوان به کسب مدال نقره دو ماراتن در بازی‌های المپیک تابستانی ۲۰۱۲ اشاره کرد.